# Antonino Rocca
Antonio Biasetton (* 23. April 1928 in Treviso, Italien; † 15. März 1977 in New York City, New York), besser bekannt unter seinem Ringnamen Antonino Rocca, war ein italienisch-argentinischer Wrestler. Er gilt vor allem als Pionier des High Flying-Stils. Seine größten Erfolge waren der Erhalt des NWA World Tag Team Titels, sowie der Erhalt des WWWF International Heavyweight Champion Titels. 1995 wurde er posthum in die WWE Hall of Fame aufgenommen.

## Karriere
Biasetton wurde in Treviso, Italien geboren, zog im Alter von 15 Jahren mit seiner Familie jedoch nach Buenos Aires.
Er wurde von Stanislaus Zbyszko trainiert, der seit den 30er Jahren Promoter in Südamerika war und so auf Rocca aufmerksam wurde. Rocca bestritt seine Wrestling-Matches seit dieser Zeit stets barfuß, da er damals kein Geld für entsprechende Schuhe hatte und es für ihn besseren Halt bot.
1949 schloss er die Universidad Nacional de Rosario mit einem Abschluss in Elektrotechnik ab und kam in die Vereinigten Staaten.
Biasetton wurde zu einem Zuschauermagneten in der New Yorker Szene, da er durch seine Abstammung viele italo-amerikanische Fans in die Arena locken konnte. Meistens wurde er in Tag Team Matches mit Miguel Pérez Sr. eingesetzt, der damals auch lediglich 18 Jahre alt war. Biasetton wurde nie ein großer Titelträger, da die Promoter der Meinung waren, er wäre auch ohne Titel beliebt genug. Nach dem Ende seiner aktiven Karriere 1967 war er noch als Kommentator tätig.
1995 wurde er in die WWE Hall of Fame eingeführt.

## Privates und Tod
Biasetton war verheiratet mit Joyce und hatte drei Kinder.
Am 15. März 1977 verstarb Biasetton im Roosevelt Hospital in New York, nachdem er zwei Wochen zuvor wegen einer Harnwegsinfektion vorstellig wurde.

## Erfolge

### Titel
- American Wrestling Association
  - 1× AWA World Heavyweight Championship Montreal
  - 1× AWA World Heavyweight Championship Ohio
- NWA Capitol Wrestling
  - 1× NWA World Tag Team Championship mit Miguel Perez
- Southwest Sports, Inc.
  - 2× NWA Texas Heavyweight Championship
- World Wrestling Council
  - 1× WWC North American Tag Team Championship mit Miguel Perez
- World Wrestling Entertainment
  - 1× WWWF International Heavyweight Championship

### Auszeichnungen
- Stampede Wrestling
  - Stampede Wrestling Hall of Fame 2003
- World Wrestling Entertainment
  - WWE Hall of Fame 1995